# Kristine Sutherland
Kristine Sutherland, född 17 april 1955 i Boise, Idaho, är en amerikansk skådespelerska. Hon har bland annat spelat Joyce Summers i serien Buffy och vampyrerna.

## Filmografi (filmer som haft svensk premiär)[1]
- 1989 - Älskling, jag krympte barnen - Mae Thompson
- 1995 - Buffy The Vampire Slayer - Joyce Summer (1995 - 1999)